# Tadeusz Kwinta
Tadeusz Kwinta (sinh ngày 18 tháng 10 năm 1938 tại Kraków) là một diễn viên người Ba Lan.

## Tiểu sử
Tadeusz Kwinta tốt nghiệp Học viện Nghệ thuật Sân khấu Quốc gia AST ở Kraków vào năm 1960.
Tadeusz Kwinta diễn xuất trên sân khấu của các nhà hát:
- Nhà hát Ludowy ở quận Nowa Huta (1960-1967, 1974-1979, 1981-1986)
- Nhà hát Silesian (Teatr Śląski) ở Katowice (1967-1969)
- Nhà hát Stary ở Kraków (1969-1971)
- Nhà hát Rozmaitości ở Kraków (1971-1974)
- Nhà hát Komedia ở Warsaw (1979-1981)
- Nhà hát Juliusz Słowacki ở Kraków (1990-2004)[2]

Từ năm 1986 đến năm 1990, Tadeusz Kwinta làm giám đốc nghệ thuật của Nhà hát Bagatela ở Kraków.
Ngoài ra, Tadeusz Kwinta cũng được khán giả biết đến qua các bộ phim như: Południk zero (1970) trong vai Filip, Wiosna panie sierżancie (1974) trong vai Brożyna, Kto za? (1980) trong vai Wojtek, và một số phim khác.
Năm 2008, Tadeusz Kwinta được Bộ Văn hóa và Di sản Quốc gia (Ba Lan) trao tặng Huy chương bạc Huy chương Công trạng về văn hóa - Gloria Artis vì những cống hiến lớn lao đối với văn hóa và nghệ thuật.